# John Barnett (rugbyspeler)
John Thomas Barnett (Tuena, 19 januari 1880 - Parramatta, 2 oktober 1918) was een Australisch rugbyspeler.

## Carrière
Tijdens de Olympische Zomerspelen 1908 werd hij met zijn ploeggenoten kampioen. Barnett speelde als eersterijers als hooker of prop.

## Erelijst

### Met Australazië
- Olympische Zomerspelen:  1908